# Conopodium
Conopodium es un género de plantas herbáceas perteneciente a la familia de las apiáceas. Comprende 57 especies descritas y de estas, solo 8 aceptadas.

## Descripción
Son hierbas perennes, con un tubérculo subterráneo esférico o irregular. Tallos flexuosos en la parte inferior. Hojas 2-3 pinnatisectas. Umbelas de primer orden con 0 (-2) brácteas; las de segundo orden con 0-10 bracteolas. Dientes del cáliz ausentes o diminutos. Pétalos blancos. Frutos oblongo-ovoideos, glabros, pardos. Estilopodio cónico o cónico-aplanado, estrechándose gradualmente hacia el estilo.

## Taxonomía
El género fue descrito por Wilhelm Daniel Joseph Koch y publicado en Nova Acta Physico-medica Academiae Caesareae Leopoldino-Carolinae Naturae Curiosorum Exhibentia Ephemerides sive Observationes Historias et Experimenta 2: 118, en 1824.

#### Etimología
Conopodium: nombre genérico derivado de la combinación de los 2 vocablos griegos κῶνος (cónos); "cono", y πóδιον (pódion); "pie pequeño", y este a su vez deriva de πούς (poús), "pie, pata", en referencia a la forma  característica del tallo de las especies del género.

## Especies aceptadas
A continuación se brinda un listado de las especies y subespecies del género Conopodium aceptadas actualmente, ordenadas alfabéticamente. Para cada una se indica el nombre binomial seguido del autor, abreviado según las convenciones y usos.
- Conopodium arvense (Coss.) Calest., 1905
- Conopodium bunioides (Boiss.) Calest., 1905
  - Conopodium bunioides subsp. aranii (López Udias y Mateo) Rivas Mart., 2002
  - Conopodium bunioides subsp. atlantis (Humbert y Maire) Molero, 1999
  - Conopodium bunioides subsp. bunioides
  - Conopodium bunioides var. gredensis (Pau) López Udias y Mateo, 2000
- Conopodium glaberrimum (Desf.) Engstrand, 1973
- Conopodium majus (Gouan) Loret, 1892
  - Conopodium majus subsp. majus
  - Conopodium majus subsp. marizianum (Samp.) López Udias y Mateo, 2000
- Conopodium marianum Lange, 1878
- Conopodium pyrenaeum (Loisel.) Miégev., 1874
- Conopodium subcarneum (Boiss. y Reut.) Boiss. y Reut., 1845
- Conopodium thalictrifolium (Boiss.) Calest., 1905